# Schloss Emslieb

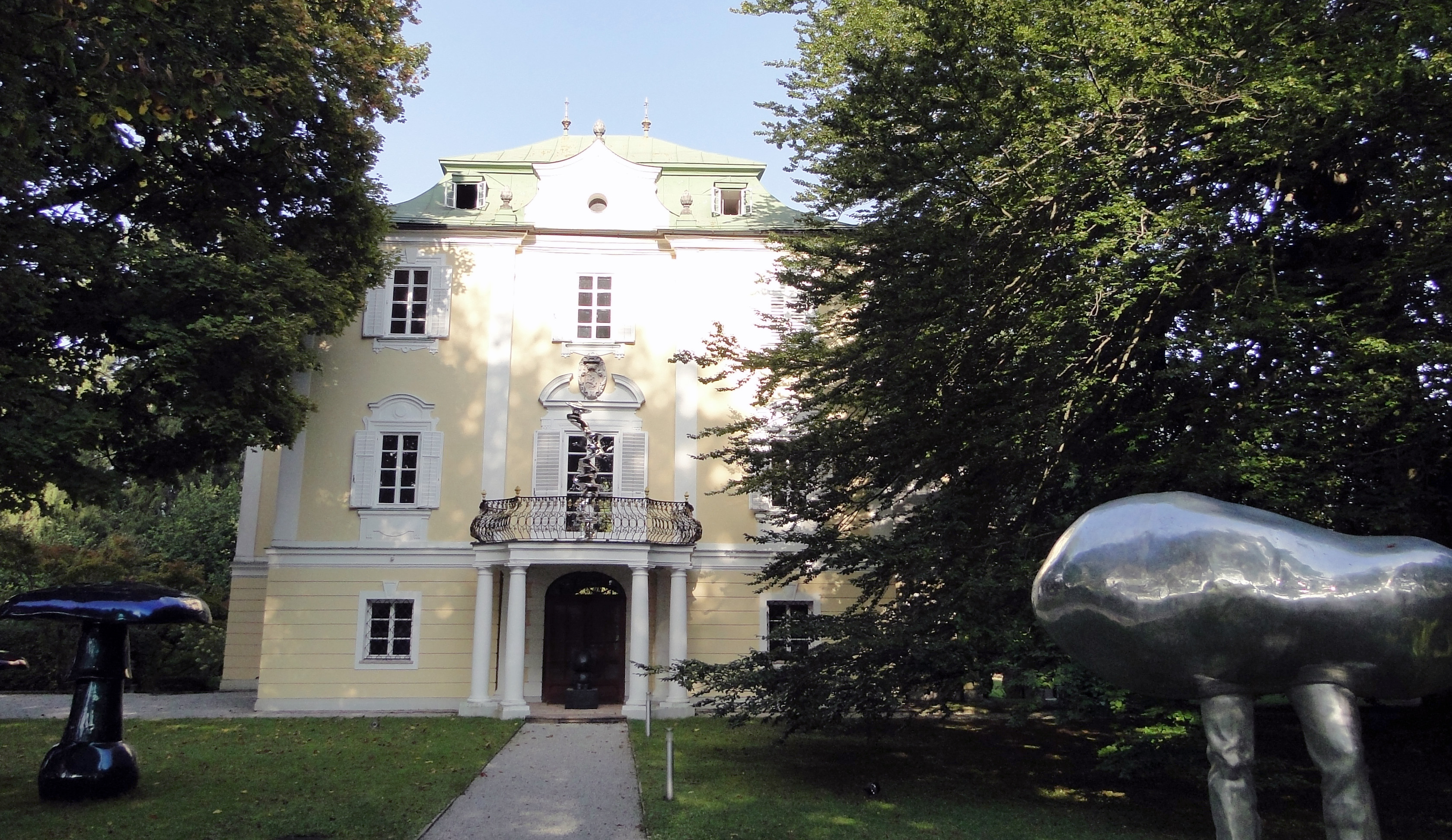
Schloss Emslieb

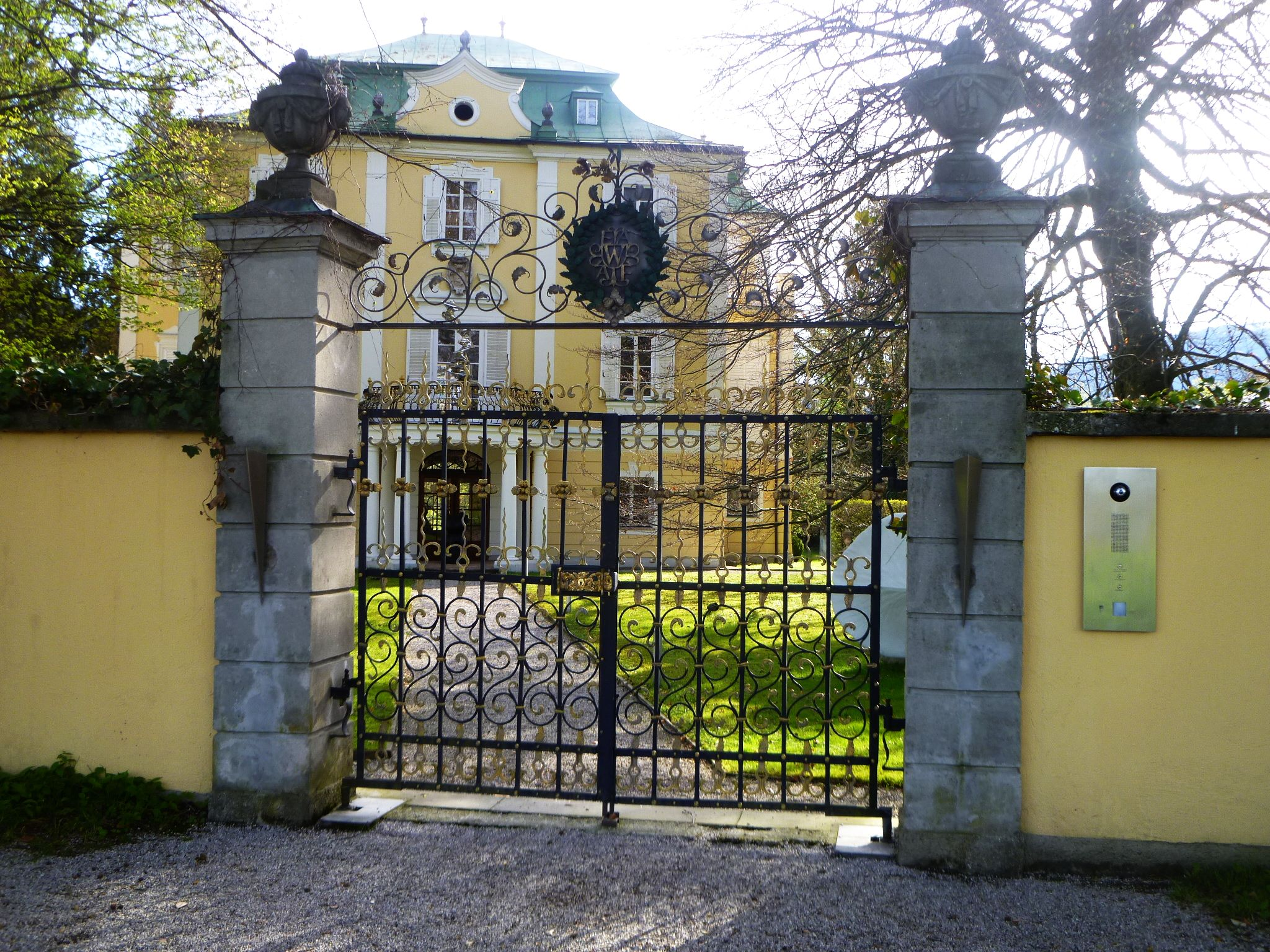
Schloss Emslieb

Schloss Emslieb liegt an der Hellbrunner Allee Nr. 65 in Salzburg.

## Geschichte
Das Schloss wurde in der Zwischenkriegszeit für kurze Zeit auch Villa Strongfort genannt. Es wurde „auf italienische Arth“ 1618 durch Jakob Hannibal von Hohenems, den Neffen des Erzbischofs und hochfürstlichen Obristhofmarschall als verkleinerte Form des Palazzo Gallio in Gravedona erbaut. Die Kronengrotte der Hellbrunner Wasserspiele stellt ihrerseits ein stark verkleinertes Abbild des Schlosses Emslieb dar. Über dem Eingang findet sich der Wappenstein von Hohenems, über dem mittigen Balkon der Wappenstein von Erzbischof Markus Sittikus.
Nachdem sein Gönner und Onkel Markus Sittikus 1619 gestorben war, musste der wegen seiner Maßlosigkeit in Salzburg wenig beliebte Neffe Jakob Hannibal das Land Salzburg verlassen. 1620 übernahm Fürsterzbischof Paris von Lodron das Schloss und schenkte es dem erzbischöflichen Rat Thomas Perger, der sich fortan Perger von Emslieb nennen durfte. Die Familien Perger besaßen das Schloss bis 1710, dann waren 1713–1778 die Freiherren von Grimming Eigentümer, dann der Bischof von Chiemsee und 1797–1811 Ernestine Fürstin Esterházy. Nach 1811 folgten mehrere meist rasche Eigentümerwechsel. Derzeit ist es im Besitz des Galeristen Thaddaeus Ropac.
Durch verschiedene gravierende Umbauten hat das Schlösschen seinen ursprünglichen Charakter mit dem rechteckigen Zentralbau samt seinem Walmdach und den leicht vorstehenden dominanten Türmen mit ihren Pyramidendächern verloren.

## Schlossgarten
Der Garten des alten Schlosses war ursprünglich in Zierbeete unterteilt und von einem Kanal durchzogen, in dem – ähnlich wie in Hellbrunn – seltene Wasservögel gehalten wurden. Auch der zentrale ovale steinverkleidete Zierteich des Schlosses (einst mit Felchen und Saiblingen besetzt, heute als Amphibienlebensraum bedeutend) war von Anfang an Teil der alten Gartenanlage. Eine Schlossachse zieht sich parallel zum Fürstenweg in Richtung Salzachauwald. Die landschaftsprägende Schlossachse ist heute durch eine (lückig gewordene) Obstbaumallee sichtbar.

## Meierhof
Der Bau ist seit 1930 ein eigenes, unabhängig von Schloss Emslieb genutztes Bauwerk. Die eigenwillige aber großzügige Gestalt des Baues in nächster Nähe des Schlosses Hellbrunn wurde in seiner heutigen Gestalt 1874 geschaffen und gehörte seinerzeit der Familie Freiherr von Imhof. Zwischen etwa 1960 und 1980 wurde er als Reitstall genutzt.